# Generoso del Santissimo Crocifisso
Generoso del Santissimo Crocifisso al secolo Angelo Fontanarosa (Vetralla, 6 novembre 1881 – Mascalucia, 9 gennaio 1966) è stato un presbitero e teologo italiano appartenuto alla Congregazione della Passione di Gesù Cristo.

## Biografia
Nato da Luigi e Margherita Neri, gli fu imposto il nome di Angelo. Dopo gli studi si sentì attratto dalla fede religiosa ed entrò nel noviziato passionista del Monte Argentario il 27 maggio 1898 assumendo il nome di Generoso del Santissimo Crocifisso.
Proseguì gli studi nelle case passioniste di Monte Argentario, di Lucca e nella Basilica dei Santi Giovanni e Paolo a Roma.
Il 24 settembre 1904 venne ordinato sacerdote svolgendo gli impegni apostolici tipici della congregazione dei Passionisti e assolse ad alcuni incarichi come vice-superiore e poi superiore alla Scala Santa, alla Basilica dei Santi Giovanni e Paolo e all'Angelo di Lucca.
IL 29 marzo 1915 venne mandato in Sicilia per avviare la fondazione della congregazione nell'isola.
Nel corso della prima guerra mondiale partecipò agli eventi bellici, compresa la ritirata di Caporetto, come addetto alla sanità.
Il 25 luglio 1920 aprì la casa passionista di Mascalucia, in località San Rocco. Il 27 agosto 1922, promosse e realizzò la solenne incoronazione della sacra icona della Madonna del Romitello di Borgetto, in provincia di Palermo. Fondò il mensile religioso L'Addolorata.
Il 26 maggio 1938 si trasferì, con la comunità da San Rocco, nella nuova residenza (la cui posa della prima pietra avvenne il 28 ottobre 1945) dove sorse il santuario della Madonna Addolorata, sopra il paese di Mascalucia. Fu aiutato nell'impresa dalla venerabile Lucia Mangano e da altri benefattori. La nuova casa passionista di Mascalucia venne inaugurata nell'ottobre del 1949.
Morì, colpito da trombosi, il 9 gennaio 1966 e venne tumulato nel santuario dell'Addolorata di Mascalucia, accanto alla tomba della venerabile Lucia Mangano.
Il 27 marzo 2013, papa Francesco autorizzò la Congregazione delle cause dei santi a dichiarare padre Generoso venerabile, avendo esercitato le virtù in grado eroico.